# America's Sweetheart (Chanel West Coast)
America's Sweetheart è il terzo album in studio della cantante statunitense Chanel West Coast, pubblicato nel 2020.

## Tracce
1. Acting Different – 3:03
2. White Picket Fence – 2:37
3. 40 Yard Dash – 2:21
4. Bonkers (feat. Dreezy) – 2:36
5. No Plans – 3:26
6. Eazy (feat. Anaya Lovenote & Salma Slims) – 2:59
7. Heaven's Calling – 2:29
8. I Want You – 2:55
9. Vinyl – 2:43
10. Colorblind – 2:47
11. Hello Goodbye (feat. Minus Gravity) – 3:02
12. In the Clouds – 3:12
13. Where We Started – 2:22
14. Trick (feat. Porcelain Black) – 3:05
15. Pull Up (feat. Too Short) – 2:49
16. Black Roses – 3:33
17. Anchors – 3:36
18. 4am – 3:43
19. Civil War – 3:33